# Ikoma
Ikoma (japanska: 生駒市?, Ikoma-shi) är en stad i Nara prefektur i Japan. Staden fick stadsrättigheter 1971.